# Ś̥
Ś̥ (minuscule : ś̥), appelé S accent aigu rond souscrit, est une lettre latine utilisée dans utilisé dans la romanisation du manchou d’Erich Haenisch (en).
Il s’agit de la lettre S diacritée d’un accent aigu et d’un rond souscrit.

## Utilisation
Erich Haenisch utilise S accent aigu rond souscrit ‹ ś̥ › dans la translittération du manchou.

## Représentations informatiques
Le S accent aigu rond souscrit peut être représenté avec les caractères Unicode suivants : 
- composé et normalisé NFC (latin étendu additionnel, diacritiques) :

| formes    | représentations | chaînes de caractères | points de code | descriptions                                                    |
| --------- | --------------- | --------------------- | -------------- | --------------------------------------------------------------- |
| majuscule | Ś̥               | Ś◌̥                    | U+015A U+0325  | lettre majuscule latine s accent aigu diacritique rond souscrit |
| minuscule | ś̥               | ś◌̥                    | U+015B U+0325  | lettre minuscule latine s accent aigu diacritique rond souscrit |

- décomposé et normalisé NFD (latin de base, diacritiques) :

| formes    | représentations | chaînes de caractères | points de code       | descriptions                                                                |
| --------- | --------------- | --------------------- | -------------------- | --------------------------------------------------------------------------- |
| majuscule | Ś̥               | S◌̥◌́                   | U+0053 U+0325 U+0301 | lettre majuscule latine s diacritique rond souscrit diacritique accent aigu |
| minuscule | ś̥               | s◌̥◌́                   | U+0073 U+0325 U+0301 | lettre minuscule latine s diacritique rond souscrit diacritique accent aigu |